# Ibrahima Dabo
Ibrahima Ousmane Arthur Dabo (ur. 22 lipca 1992 w Créteil) – madagaskarski piłkarz grający na pozycji bramkarza w JS Saint-Pierroise oraz w reprezentacji Madagaskaru.

## Kariera reprezentacyjna
Dabo w reprezentacji Madagaskaru zadebiutował 22 marca 2017 roku w meczu z Wyspami Świętego Tomasza i Książęcej. Znalazł się w kadrze na Puchar Narodów Afryki 2019.